# Jean Le Bitoux

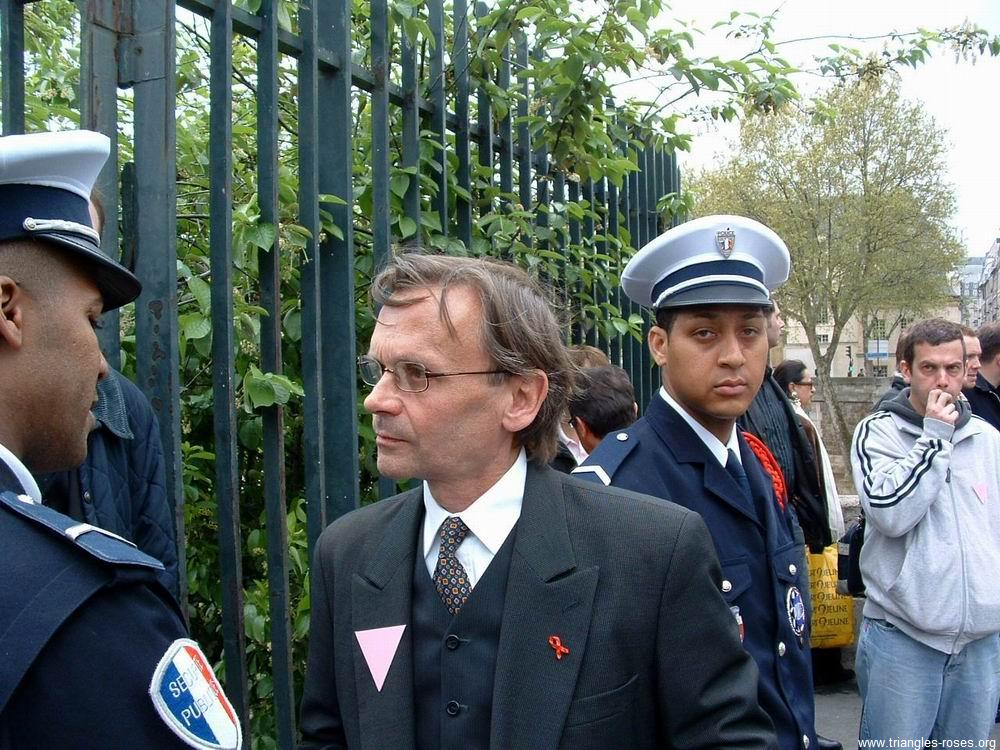
Jean Le Bitoux, el 24 de abril de 2005, día nacional del recuerdo de la deportación, París.

Jean Le Bitoux (Burdeos, 16 de agosto de 1948 – París, 21 de abril de 2010) fue un periodista y activista por los derechos LGBT francés. Fue una de las figuras más importantes del movimiento de liberación homosexual francés y uno de los fundadores de la revista Gai Pied. Dedicó su vida a la lucha por el reconocimiento de los derechos de los homosexuales y contra la homofobia en Francia.

## Biografía
Jean Le Bitoux inició su lucha en Niza, militando en el movimiento gay local.
Más tarde se trasladó a París y se presentó como candidato a las elecciones legislativas francesas de 1978. En 1979 fundó, con la ayuda de algunos amigos, la revista Gai Pied, revista que incluyó entre los colaboradores habituales a Yves Navarre, Tony Duvert, Guy Hocquenghem, Renaud Camus, Alain Pacadis, Copi , Hugo Marsan, Gianni De Martino y Jean-Luc Hennig.
En 1983 abandonó la revista, tras encontrarse en minoría en la dirección. Sucesivamente, temiendo una deriva comercial de la revista, los desacuerdos sobre la política de publicación fueron haciéndose más ásperos, lo que finalizó en su dimisión a la que siguió la de la mayoría de los periodistas en nómina. La revista continuó su publicación, con una orientación más comercial, hasta 1992, después de 541 números desaparecería definitivamente.
Como intelectual y activista, Jean Le Bitoux estuvo en la lucha contra el sida, participando en la asociación AIDES desde 1985. También formó parte de una asociación que, con la ayuda del ayuntamiento de París, se proponía crear en la capital un centro de archivo gay del cual asumió el puesto de director de investigación. Más tarde, sería «despedido por falta de resultados». Muy ligado a los argumentos históricos, realizó una campaña activa por el reconocimiento de la deportación a campos de concentración de homosexuales durante el nazismo.

## Publicaciones
- Le Bitoux, Jean; Seel, Pierre (1994).  Calman-Lévy, ed. Moi, Pierre Seel, déporté homosexuel (en francés).
- Le Bitoux, Jean (2002). Les Oubliés de la mémoire (en francés). Hachette Littératures.
- Le Bitoux, Jean; Chevaux, Hervé; Proth, Bruno (2003). Citoyen de seconde zone (en francés). Hachette.
- Le Bitoux, Jean (2005). Entretiens sur la question gay (en francés). H&O.